# Ceraiaella triannulata
Ceraiaella triannulata är en insektsart som beskrevs av Morgan Hebard 1933. Ceraiaella triannulata ingår i släktet Ceraiaella och familjen vårtbitare. Inga underarter finns listade i Catalogue of Life.